# Gordon Killick
Gordon Cecil „Bill“ Killick (* 3. Juni 1899 in Fulham; † 10. Oktober 1962 in Putney) war ein britischer Ruderer, der 1928 die olympische Silbermedaille im Achter erhielt. 

## Leben
Gordon Killick ruderte für den Thames Rowing Club. 1922 trat er erstmals bei der Henley Royal Regatta an. Insgesamt gewann er sechsmal in Henley. 1925 und 1927 gewann er mit dem Vierer ohne Steuermann den Wyfold Challenge Cup. 1927 und 1928 siegte er mit dem Achter im Grand Challenge Cup. 1928 und 1929 erruderte er zusammen mit Jack Beresford im Zweier ohne Steuermann den Silver Goblets & Nickalls’ Challenge Cup.
Bei den Olympischen Spielen 1924 in Paris trat er zusammen mit seinem Schwager Thomas Southgate im Zweier ohne Steuermann an. Im ersten Vorlauf belegten die Briten den zweiten Platz hinter den Franzosen Maurice Bouton und Georges Piot. Im anderen Vorlauf traten nur die Niederländer Teun Beijnen und Willy Rösingh an. Da nur die Vorlaufsieger automatisch ins Finale rückten mussten Killick und Southgate in die Hoffnungsrunde, wo sie als einziges Boot antraten. Nun hätten die beiden Briten zum Finale antreten sollen, was sie aber wegen einer Verletzung von Killick nicht konnten. So siegten die Niederländer vor den Franzosen. Die Bronzemedaille wurde nicht vergeben, da die Briten nicht angetreten waren.
Vier Jahre später bei den Olympischen Spielen 1928 in Amsterdam saß Killick im Achter des Thames Rowing Club. Der Achter gewann seinen Vorlauf gegen die Italiener, den Zwischenlauf gegen die Polen und das Viertelfinale gegen das deutsche Boot. Im Finale unterlagen die Briten mit 2,4 Sekunden Rückstand auf den US-Achter.
Killick war dreißig Jahre Vizepräsident des Thames Rowing Club. Als 1960 ein Komitee gebildet wurde, der Spenden für die Renovierung des Vereins einwerben sollte, war Killick der Vorsitzende des Komitees.